# Dunkirk (Ohio)
Dunkirk é uma vila localizada no estado norte-americano de Ohio, no Condado de Hardin.

## Demografia
Segundo o censo norte-americano de 2000, a sua população era de 952 habitantes.
Em 2006, foi estimada uma população de 957, um aumento de 5 (0.5%).

## Geografia
De acordo com o United States Census Bureau tem uma área de
1,9 km², dos quais 1,7 km² cobertos por terra e 0,2 km² cobertos por água. Dunkirk localiza-se a aproximadamente 288 m acima do nível do mar.

## Localidades na vizinhança
O diagrama seguinte representa as localidades num raio de 16 km ao redor de Dunkirk.